# Israelische Eishockeyliga
Die Israelische Eishockeyliga ist die höchste Eishockeyliga in Israel, die seit 1993 ausgetragen wird. Zuvor wurde der israelische Meistertitel in Turnierform ausgespielt. Rekordmeister sind mit sechs Titel die Haifa Hawks. Seit 2012 existiert wieder eine zweite Spielklasse unterhalb, die sogenannte National-Division oder Senior B.

## Teilnehmer 2016/17
Folgende Mannschaften nahmen an der Austragung 2016/17 teil:
- Monfort Ma’alot – vierfacher Meister
- HC Bat Yam – Meister von 1995 und 2016
- Maccabi Metulla – Meister von 2012
- Haifa Hawks – sechsfacher israelischer Meister
- Horses Kfar Saba
- Dragons Nes Ziona
- Rishon Devils – Meister 2013, 2014, 2015 mit zwei Mannschaften
- Raʿanana Hitmen – Meister der National Division 2014
- HC Metulla